# اسکوئیدلی دیدلی
اسکوئیدلی دیدلی (انگلیسی: Squiddly Diddly) نام یک مجموعهٔ کارتونی آمریکایی و از محصولات هانا-باربرا است که در سال ۱۹۶۵ میلادی منتشر شد.
شخصیت اصلی این کارتون یک ماهی مرکب انسان‌وارهٔ کارتونی به نامِ «اسکوئیدلی دیدلی» است. اسکوئیدلی دیدلی کله‌ای گِرد دارد و کلاه ملوانان را بر سر می‌گذارد. اسکوئیدلی در ظاهر به هشت‌پا شباهت دارد، اما تفاوتش با هشت‌پا و ماهی‌مرکب آن است که تنها ۶ دست‌وپا دارد. او موسیقی‌دانی مشتاق است که در یک پارک آبی به‌نامِ «بابـِل‌لند» و استخری که به‌نام خودش نامگذاری شده، زندگی می‌کند و بارها تلاش می‌کند تا برای اجرای کنسرت موسیقی و شهرت بیشتر، از آنجا بگریزد، اما هربار توسط مدیر این پارک آبی «آقای چیف وینچلی» به‌دام می‌افتد.